# Aldaca
Aldaca es una entidad de población española del municipio de Arbácegui y Guerricaiz, perteneciente a la provincia de Vizcaya, en la comunidad autónoma del País Vasco.

## Historia
Hacia finales del siglo XIX, el lugar, por entonces perteneciente a la anteiglesia de Arbácegui, tenía contabilizada una población de dieciséis habitantes. Aparece descrito en el primer volumen del Diccionario geográfico, estadístico, histórico, biográfico, postal, municipal, marítimo y eclesiástico de España y sus posesiones de ultramar de Pablo Riera y Sans con las siguientes palabras:

ALDACA.—Barrio agreg. al ayunt. de Arbácegui, del que dista 2 kilómetros. Cuenta 16 hab. y 4 edif. Organización judicial.—Depende del part. jud. de Guérnica y aud. territorial de Búrgos, distante 165 kilómetros. Organización civil.—Corresponde á la prov. de Vizcaya, de donde dista 165 kilómetros. Organización militar.—Pertenece á la c. g. de las Provincias Vascongadas y gobierno militar de Bilbao. Organización económica.—Se halla sujeto á la admon. económica de su prov. y contribuye en union del ayunt. á que está agregado. Organización eclesiástica.—Depende de la diócesis de Vitoria. Tiene una iglesia parroquial dedicada á San Vicente, servida por tres beneficiados, y varias ermitas bajo diferentes advocaciones. Servicio público.—Recibe la corr. por la admon. subalterna de 6.ª clase de Guérnica y conduccion de ésta á Arbácegui, de donde la recoje un peaton. Obras públicas y medios de comunicacion.—Son los mismos que cruzan el término del ayunt. á que se halla agregado. Poblacion.—Se compone de casas de uno á dos pisos. Artes, oficios, industria.—Su industria es la agricultura. Situacion geográfica y topográfica.—Está situado dentro el término del ayunt. á que se halla agregado, del que dista unos 2 kilómetros próximamente.
(Riera y Sans, 1881, pp. 347-348)

En la actualidad, sigue formando parte de Arbácegui, ahora integrado en el municipio de Arbácegui y Guerricaiz.